# Форнели (Изернија)
Форнели (итал. Fornelli) је насеље у Италији у округу Изернија, региону Молизе.
Према процени из 2011. у насељу је живело 694 становника. Насеље се налази на надморској висини од 522 м.

## Становништво
| 1931. | 1936. | 1951. | 1961. | 1971. | 1981. | 1991. | 2001. | 2011. |
| ----- | ----- | ----- | ----- | ----- | ----- | ----- | ----- | ----- |
| 1.603 | 1.660 | 1.890 | 1.974 | 1.724 | 1.695 | 1.821 | 1.985 | 1.925 |